# Kepler-16b
Kepler-16b är en exoplanet som upptäcktes den 7 juli 2011. Planeten är den första himlakroppen man hittat som kretsar runt två stjärnor. Upptäckten gjordes med transitmetoden av Keplerteleskopet och offentliggjordes den 15 september 2011.
Till sin massa är planeten ungefär som Saturnus och består till hälften av gas och till hälften av sten och is.
Varaktigheten av de passager som Kepler-16b gjort framför stjärnorna i systemet har tillåtit mycket hög precision i beräkningar av stjärnornas och planetens massor.

En konstnärs föreställning av Kepler-16-systemet med Kepler-16A i gult, Kepler-16B i orange/rött och Kepler-16 (AB)-b i skärt/lila.